# Магнус, Курт
Курт Ма́гнус (нем. Kurt Magnus; 8 сентября 1912, Магдебург — 12 декабря 2003, Мюнхен) — немецкий учёный-механик.

## Биография
Курт Магнус получил учёную степень доктора наук в 1937 году под руководством Макса Шулера в Гёттингене при участии Людвига Прандтля; за этим в 1942 году последовала хабилитация по специальности «механика». На следующий год Магнус стал доцентом в Гёттингене и Данциге. Перед концом войны ему пришлось прервать чисто исследовательскую деятельность, и он был направлен для инженерно-исследовательской деятельности в промышленность и в места испытания военной авиации. После капитуляции Германии Курт Магнус был вынужден отработать 7 лет в научно-исследовательском институте в СССР.
После своего возвращения из СССР Магнус продолжил свою научную карьеру — сначала во Фрайбурге, а затем в 1958 году занял кафедру в сегодняшнем университете Штутгарта. В 1966 году Мюнхенский технический университет пригласил профессора Магнуса на вновь основанную кафедру.

## Научная деятельность
Курт Магнус специализировался в области технической и аналитической механики. На протяжении своей карьеры он вновь и вновь обращался к теории гироскопов, также как и к теории колебаний и теории автоматического управления. Им опубликованы более 80 работ, в том числе — 6 монографий по данной тематике, которые отличаются связью теории и практики, наличием в них как фундаментальных идей, так и приложений.

## Основные награды
- Почётный доктор-инженер в Штутгарте
- 1982 — Кольцо Людвига Прандтля от Немецкого общества воздушных и космических полетов[нем.] (DGLR)
- 1983 — Медаль Вильгельма Экснера
- 1986 — Баварский орден Максимилиана
- 1989 — Памятная медаль Грасгофа[нем.] от Союза немецких инженеров[нем.]

## Основные публикации
- Magnus K.  Schwingungen. Eine Einführung in die theoretische Behandlung von Schwingungsproblemen. — Stuttgart: Teubner, 1. Aufl. 1961.
- Magnus K.  Der Kreisel. Eine Einführung in die Lehre vom Kreisel, mit Anleitung zur Durchführung von Versuchen. — Göttingen: Industrie-Druck Verl., 3. neubearb. Aufl. 1965.
- Magnus K.  Kreisel. Theorie und Anwendungen. — Berlin: Springer, 1. Aufl. 1971. — ISBN 3-540-05198-8.
- Magnus K.  Gyrodynamics. Course held at the department of general mechanics Oct. 1970. — Wien: Springer, 1974. — ISBN 3-211-81229-6.
- Magnus K.  Grundlagen der technischen Mechanik. — Stuttgart: Teubner, 1974. — ISBN 3-519-02324-5.
- Magnus K.  Raketensklaven. Deutsche Forscher hinter rotem Stacheldraht. — Elbe-Dnjepr-Verlag, 1999. — ISBN 3-933-39567-4.

## Переводы на русский язык
- Магнус К. Гироскоп: теория и применение. — М.: Мир, 1974. — 526 с.